# Timbuktu (2014)
Timbuktu is een Frans-Mauritaanse film uit 2014 onder regie van Abderrahmane Sissako. De film ging in première op 15 mei 2014 in de competitie van het Filmfestival van Cannes. De film werd ook geselecteerd voor de Oscar voor niet-Engelstalige film. Met zeven Césars was de film de grootste winnaar op de 40ste Césaruitreiking in 2015.

## Verhaal
Veehoeder Kidane leeft vredig met zijn familie nabij Timboektoe dat bezet is door de islamitische groepering Ansar Dine. De bevolking wordt onderdrukt en muziek, zingen en lachen, sigaretten en zelfs voetbal zijn verboden. Huwelijken worden opgelegd net zoals strikte voorschriften voor de kleding van de vrouwen. Absurde vonnissen worden zonder vorm van proces uitgesproken. Kidane doodt per ongeluk een visser tijdens een ruzie over het doden van zijn koe. Hij ervaart daarna in de praktijk, de "gerechtigheid" uitgeoefend door de bezetters.

## Rolverdeling
| Acteur              | Personage   |
| ------------------- | ----------- |
| Ibrahim Ahmed       | Kidane      |
| Abel Jafri          | Abdelkerim  |
| Toulou Kiki         | Satima      |
| Layla Walet Mohamed | Toya        |
| Medhi A.G. Mohamed  | Issan       |
| Hichem Yacoubi      | Jihadist    |
| Fatoumata Diawara   | de zangeres |

## Productie
Er werd gefilmd in Oualata in Mauritanië. De film kreeg overwegend positieve kritieken, zowel van de critici als van het publiek.

## Prijzen en nominaties (selectie)
| Jaar | Prijs                               | Categorie                                  | Genomineerde(n)                              | Uitslag     |
| ---- | ----------------------------------- | ------------------------------------------ | -------------------------------------------- | ----------- |
| 2015 | César                               | Beste film                                 | Beste film                                   | Gewonnen    |
| 2015 | César                               | Beste regisseur                            | Abderrahmane Sissako                         | Gewonnen    |
| 2015 | César                               | Beste origineel script                     | Abderrahmane Sissako                         | Gewonnen    |
| 2015 | César                               | Beste cinematografie                       | Sofian El Fani                               | Gewonnen    |
| 2015 | César                               | Beste montage                              | Nadia Ben Rachid                             | Gewonnen    |
| 2015 | César                               | Beste geluid                               | Philippe Welsh, Roman Dymny en Thierry Delor | Gewonnen    |
| 2015 | César                               | Beste filmmuziek                           | Amine Bouhafa                                | Gewonnen    |
| 2015 | César                               | Beste decor                                | Sebastioan Birchler                          | Genomineerd |
| 2015 | Unie van de Filmkritiek             | Grote Prijs                                | Grote Prijs                                  | Gewonnen    |
| 2015 | Academy Awards                      | Oscar voor niet-Engelstalige film          | Oscar voor niet-Engelstalige film            | Genomineerd |
| 2014 | AAFCA Award                         | Best World Cinema                          | Best World Cinema                            | Gewonnen    |
| 2014 | Filmfestival van Cannes             | François Chalais Award                     | Abderrahmane Sissako                         | Gewonnen    |
| 2014 | Filmfestival van Cannes             | Prize of the Ecumenical Jury               | Abderrahmane Sissako                         | Gewonnen    |
| 2014 | Filmfestival van Cannes             | Gouden Palm                                | Abderrahmane Sissako                         | Genomineerd |
| 2014 | Jerusalem Film Festival             | In Spirit for Freedom Award – Best Feature | Abderrahmane Sissako                         | Gewonnen    |
| 2014 | Chicago International Film Festival | Silver Hugo – Best Director                | Abderrahmane Sissako                         | Gewonnen    |
| 2014 | Satellite Award                     | Beste niet-Engelstalige film               | Beste niet-Engelstalige film                 | Genomineerd |